# Partinico
Partinico – miejscowość i gmina we Włoszech, w regionie Sycylia, w prowincji Palermo.
Według danych na rok 2004 gminę zamieszkiwały 30 604 osoby, 278,2 os./km².